# Misty (chanson)
Misty est une ballade composée par le pianiste américain de jazz Erroll Garner en 1954, et devenue un standard de jazz. Avec des paroles de Johnny Burke (en) et grâce à la version de Johnny Mathis, le morceau est également devenu un standard de la pop.
Misty fait partie des « Chansons du siècle ». La version d'Erroll Garner est introduite au Grammy Hall of Fame en 1991, celle de Johnny Mathis en 2002.

## À propos du morceau

### Version instrumentale

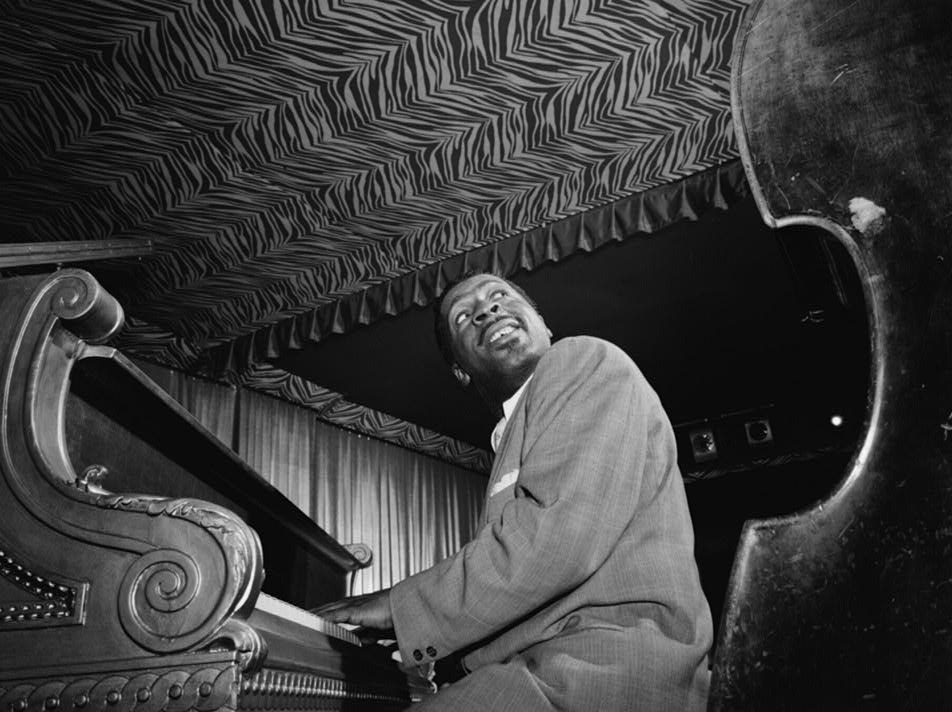
Erroll Garner vers 1947.

On raconte qu'Erroll Garner a eu l'idée du morceau dans un aéroport où il attendait en regardant un arc-en-ciel à travers le brouillard par la fenêtre (Misty signifie « brumeux »). Une autre version raconte qu'il était dans un avion de Chicago à New York, une troisième qu'il pensait à sa femme dans un avion. Dans tous les cas, comme il ne savait ni lire ni écrire la musique, il a chantonné la mélodie jusqu'à trouver un piano lui permettant de la jouer,.
Erroll Garner enregistre Misty en 1954, très peu de temps après l'avoir composé, pour son album en trio Contrasts (en) sorti en 1955. Il joue le morceau à sa manière habituelle, symphonique, avec une mélodie en octaves dans le registre aigu du piano, parfois soutenue par des arpèges, donnant au morceau une certaine légèreté et un sentiment d'intimité nocturne. Garner a enregistré le morceau plusieurs fois, avec des arrangements différents. Montant à la 30e place des charts, cette version originale est introduite au Grammy Hall of Fame en 1991. Elle fait partie des « Chansons du siècle » pour la RIAA et le NEA et figure parmi les 25 standards les plus joués selon l'ASCAP.
Le morceau a donné lieu à de nombreuses versions très sucrées et sentimentales, pas toujours d'un très bon goût, qui ont parfois terni sa réputation chez les musiciens de jazz.

### Avec les paroles de Johnny Burke
Dès la publication du morceau, le parolier Johnny Burke (en) y ajoute des paroles. La mélodie et le titre imposent une atmosphère sentimentale, et Burke y exprime plus de tendresse que de nostalgie.
La chanteuse Dakota Staton est la première à l'enregistrer sur The Late, Late Show paru en 1957. Sarah Vaughan l'enregistre en juillet 1958 à Paris pour Vaughan and Violins (en), sur un arrangement de Quincy Jones. La chanson sort en face B de son succès Broken-Hearted Melody, mais Misty passe alors inaperçu. Elle l'enregistre à plusieurs reprises, notamment au Danemark en 1963 (Verve Jazz Masters 42).

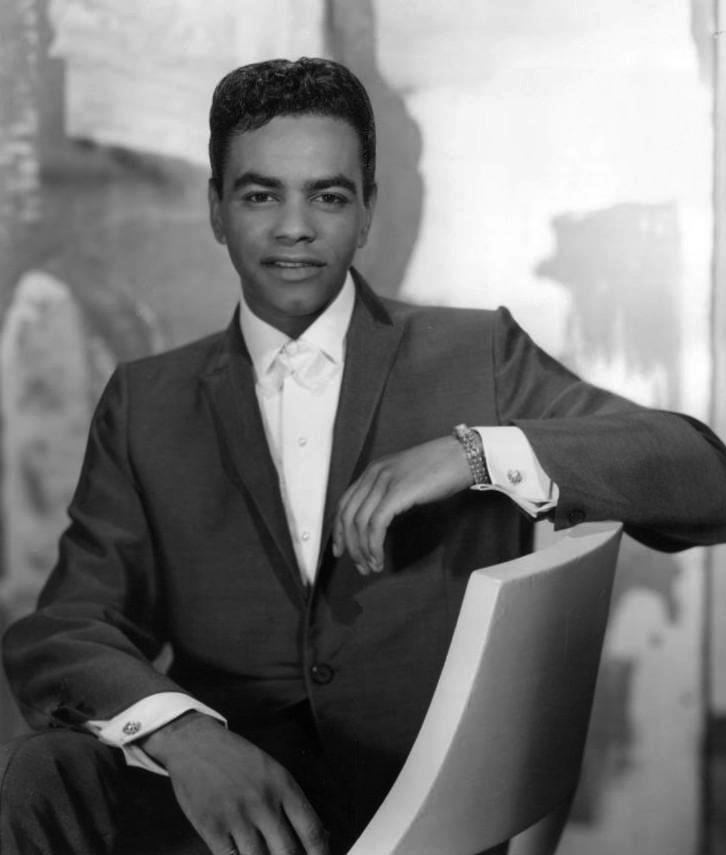
Johnny Mathis en 1960.

Le succès arrive avec la version de Johnny Mathis qui l'enregistre sur son album Heavenly paru en août 1959. Elle parait en single en septembre de la même année,. Johnny Mathis avait parlé à Erroll Garner de son envie d'enregistrer la chanson, mais pas lors de cette session. Il change ses plans en voyant le pianiste arriver dans le studio, et la légende raconte que Glenn Osser dut finaliser son arrangement pour cordes sur le moment. Aux États-Unis, cette version entre à la 58e place du Billboard Hot 100 la semaine du 5 octobre 1959 et atteint la 12e place la semaine du 30 novembre. Elle reste 17 semaines dans le chart. Vendu à plus d'un million d'exemplaires, elle est introduite au Grammy Hall of Fame en 2002,.
De nombreux autres chanteurs l'ont reprise, dont Lloyd Price ou le chanteur de country Ray Stevens en 1975. Ce dernier s'amusait en studio à jouer la mélodie avec un banjo, un fiddle et une steel guitar, sans imaginer que la chanson atteindrait la 14e des charts et remporterait le Grammy award du meilleur arrangement. Les versions d'Ella Fitzgerald (1959) et de Frank Sinatra (1961) n'ont jamais atteint les charts,.

### Au cinéma ou à la télévision

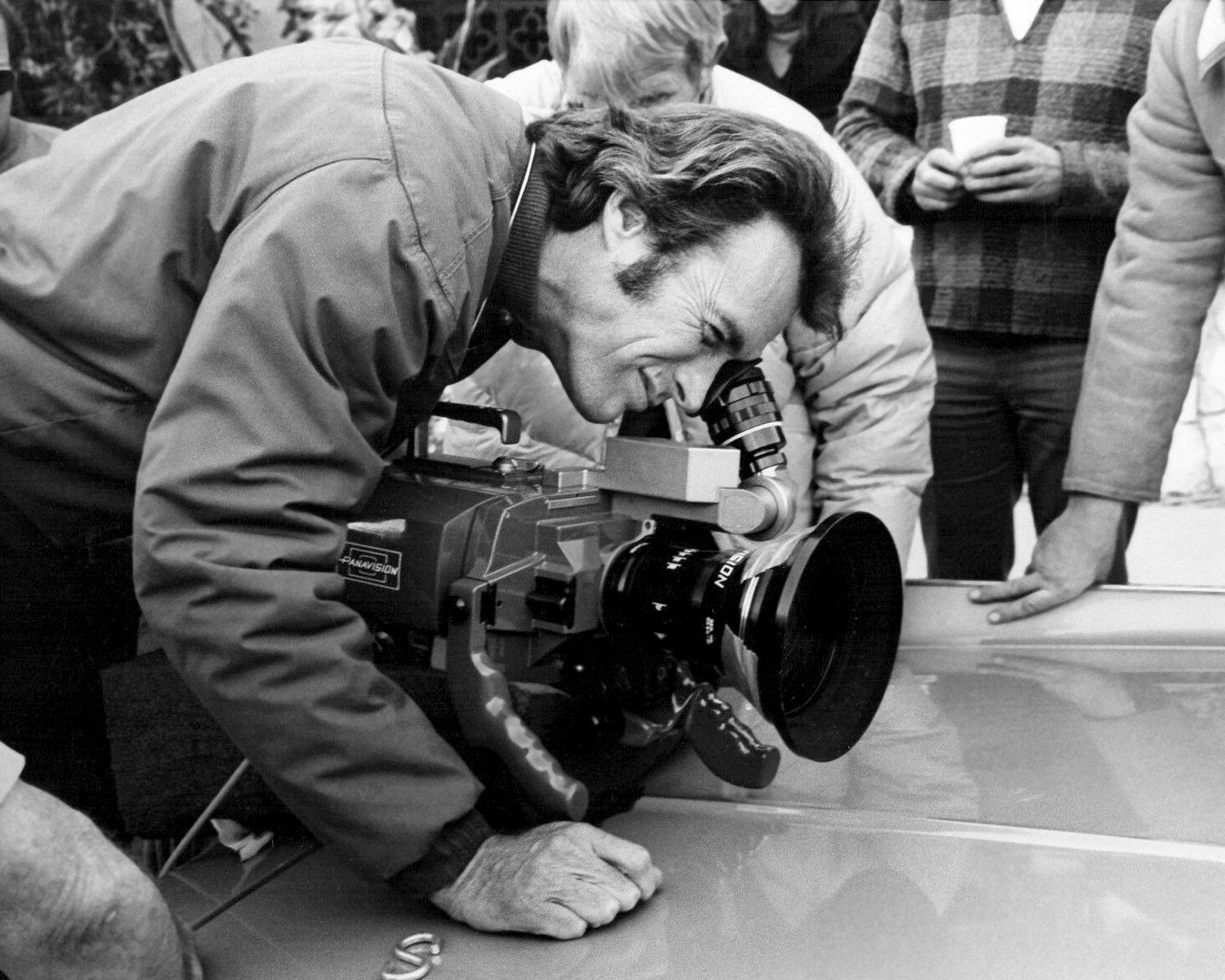
Clint Eastwood en 1972.

La version d'Erroll Garner est utilisée dans Play Misty for Me (1971), premier film réalisé par l'acteur Clint Eastwood, qui a payé 25 000 $ pour les droits de la musique,. Le film raconte l'histoire d'un disc-jockey de radio, joué par Eastwood, qui est harcelé par une fan qui l'appelle sans cesse pour lui demander de passer Misty. Le film relance l'intérêt du public pour Garner, alors un peu oublié.
Dans un épisode de Magnum, Tom Selleck est forcé de chanter Misty à un karaoké.
On peut également l'entendre dans les films suivants :
- 1991 : Rendez-vous au paradis d'Albert Brooks (version de Garner)
- 1993 : Meurtre mystérieux à Manhattan de Woody Allen (version de Garner)
- 1994 : Y a-t-il un flic pour sauver Hollywood ? de Peter Segal (version de Mathis)
- 2001 : Ocean's Eleven de Peter Segal (version de Liberace)

## Analyse
Joué à l'origine en mi bémol majeur, le morceau est basé sur une forme AABA classique de l'époque,.

### Mélodie
La mélodie s'étend sur presque deux octaves, et beaucoup des notes qui la composent sont des enrichissements des accords de l'accompagnement (septième majeure, neuvième, onzième). Des triolets de noires et de croches colorent le discours rythmique.

### Harmonie
Originellement en Mi bémol majeur, la progression harmonique est assez proche de celle de Cherokee, avec quelques modifications pour coller à la mélodie. La grille suit la plupart du temps la tonalité principale, avec quelques excursions : mesures 2 et 3, on trouve un II-V-I en La bémol, la sous-dominante de Mi bémol. Mesure 4, on trouve un II-V en Sol bémol qui conduit à Mi bémol : cette progression est connue comme une Backdoor progression. Le premier A se termine par un turnaround suivant le cycle des quintes commençant sur le 3e degré, qui permet de revenir à la tonique pour le second A, :
```
| EbM      | Bbm / Eb7 | AbM     | Abm / Db7 |
| EbM / Cm | Fm  / Bb7 | Gm / C7 | Fm  / Bb7 |
```

Lors de la reprise du deuxième A, le morceau reste sur la tonique mesures 7 et 8.
Le pont module en la bémol majeur, ce qui est assez classique. La surprise arrive quand Garner joue l'accord un demi-ton au-dessus (la mineur), suivi d'un accord de Ré7. On s'attend à un II-V-I en Sol majeur, mais au lieu de Sol, il joue un accord de Do mineur. Un cycle des quintes, passant par la tonalité intermédiaire de Si bémol, permet alors de revenir à la tonalité principale,.
```
| Bbm     | Eb7     | AbM / Eb7 | AbM      |
| Am / D7 | Cm / F7 | BbM / C7  | Fm / Bb7 |
```

## Versions notables
Il existe plus de 700 versions de Misty.

### Version instrumentales
Erroll Garner enregistre Misty pour la première fois le 27 juillet 1954 sur Contrasts (en). Il l'enregistre également en 1957 sur Other Voices.
On peut également citer :
- 1959 : Toots Thielemans sur The Soul of Toots Thielemans
- 1959 : Count Basie sur Dance Along with Basie (en)
- 1960 : Henry Mancini sur The Blues and the Beat
- 1960 : Teddy Wilson sur And Then They Wrote
- 1961 : Cal Tjader sur In a Latin Bag[15]
- 1961 : Teddy Edwards et Howard McGhee sur Together Again![15]
- 1964 : Sonny Stitt et Don Patterson sur Shangri-La
- 1964 : Bob Brookmeyer sur Bob Brookmeyer and Friends (en)[2]
- 1965 : Wynton Kelly et Wes Montgomery sur Smokin' at the Half Note[6]
- 1965 : Oscar Peterson sur Eloquence
- 1965 : Richard Holmes sur l'album du même nom (en)[6],[9]
- 1966 : Ahmad Jamal sur Heat Wave (en)[6],[15]
- 1973 : Rhoda Scott sur Ballades no 1
- 1975 : Dexter Gordon sur Stable Mable
- 1976 : Joe Pass sur Virtuoso 2
- 1978 : George Shearing sur The Many Facets Of George Shearing[15]
- 1978 : Clark Terry sur Clark After Dark - The Ballad Album[15]
- 1993 : Renee Rosnes sur Without Words
- 1996 : Stéphane Grappelli et Michel Petrucciani sur Flamingo
- 1988 : Stan Getz sur The Lyrical Stan Getz
- 2000 : Didier Lockwood sur Tribute To Stéphane Grappelli

### Version vocales

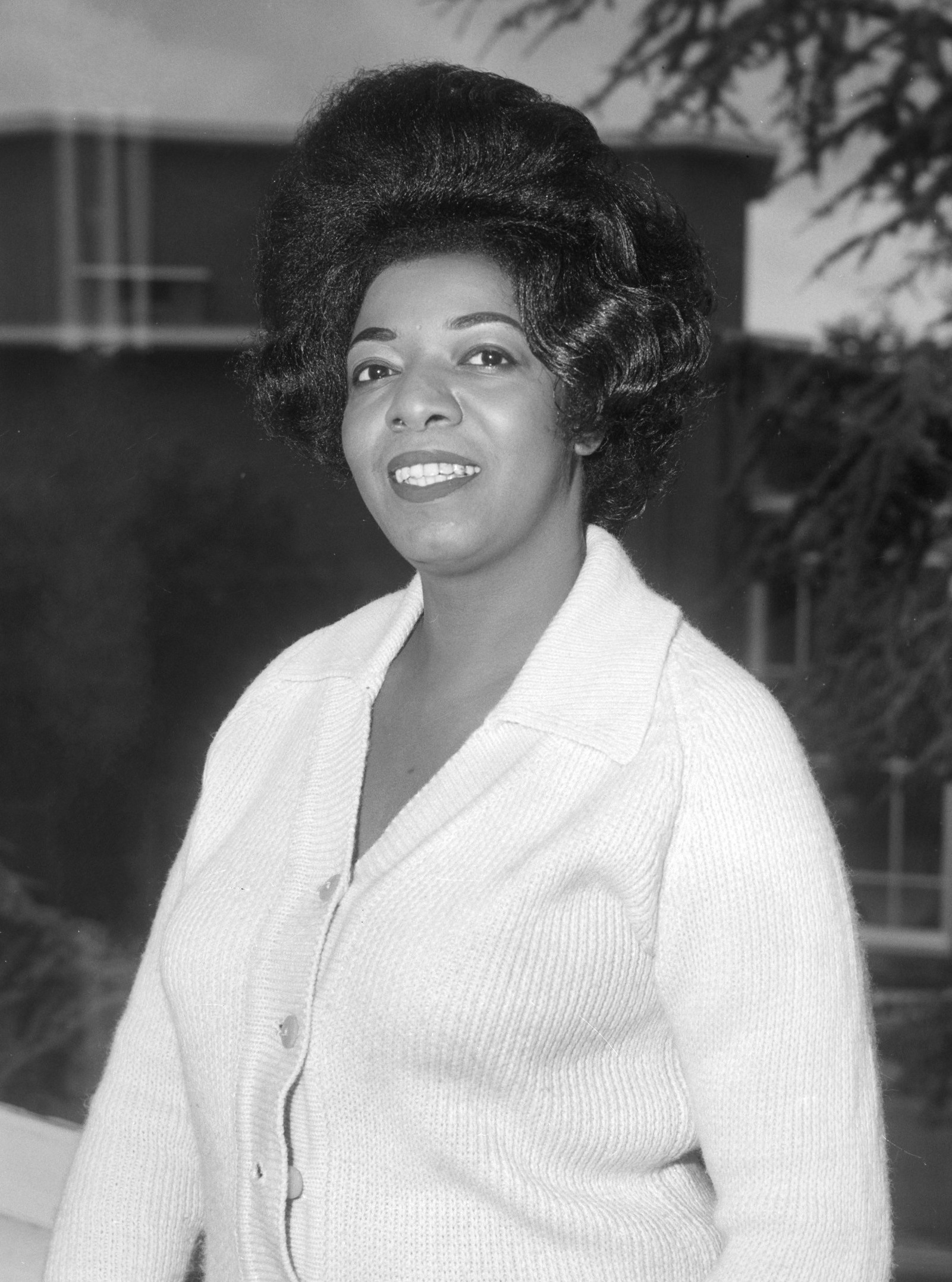
Dakota Staton en 1965

- 1957 : Dakota Staton sur The Late, Late Show, premier enregistrement[7]
- 1959 : Sarah Vaughan sur Vaughan and Violins (en)
- 1959 : Johnny Mathis sur Heavenly
- 1960 : Ella Fitzgerald sur Ella in Berlin: Mack the Knife (en)
- 1960 : Julie London sur Around Midnight
- 1962 : Frank Sinatra sur Sinatra and Strings (en)
- 1962 : Bud Shank et Clare Fischer sur Bossa Nova Jazz Samba (en)
- 1965 : Aretha Franklin sur Yeah!!! Aretha Franklin in Person with Her Quartet[15]
- 1966 : Etta James sur Call my Name[15]
- 1966 : Sammy Davis, Jr. sur Sammy Davis Jr. Sings and Laurindo Almeida Plays[15]
- 1970 : Donny Hathaway sur Everything is Everything[15],[2]
- 1971 : Lucky Peterson sur Our Future
- 1990 : Carmen McRae sur Sarah: Dedicated to You (en)
- 1993 : Michelle Hendricks sur Me and my Shadow[15]
- 1997 : David Linx sur Standards
- 2022 : Samara Joy sur Linger Awhile[2]

### Autres adaptations
Il existe plusieurs adaptations dans d'autres langues, notamment :
- en catalan par Jaume Picas, enregistré sous le titre Tot és gris par Núria Feliu (en) et Tete Montoliu en 1965 ;
- en tchèque par Eva Olmerová (en), enregistré sous le titre Předejít čas par Eva Olmerová en 1987 ;
- en français par Eddy Marnay, enregistré sous le titre Un Nuage dans le Soleil par Claude François en 1975 ;
- en espagnol par Ricardo Luque, enregistré sous le titre Misty par Cubismo (en) en 1997.